# Шредер (фортепианная фабрика)
К. М. Шредер (К. М. Шрёдер, нем. C. M. Schröder) — фабрика по производству фортепиано, располагавшаяся в Санкт-Петербурге. Фирма получила название по имени Карла Михаила Шредера (1828-1889), сына уроженца Штральзунда Иоганна Фридриха Шредера (1785—1852), открывшего фортепианную мастерскую, а затем фабрику в 1816 или 1818 году. Фирма «К. М. Шредер» была одной из немногих среди российских производителей, прославившихся на международном уровне. Инструменты «К. М. Шредер» поставлялись правящим домам Австрии, Германии, Дании и России. К концу XIX века фабрика стала крупнейшим производителем фортепиано дореволюционной России.

## История
Иоганн Фридрих Шредер (1785—1852) родился в немецком городе Штральзунд и изучал столярное дело. В 1806 году 21-летний Шрёдер уехал сначала в Ригу, а позже — в Санкт-Петербург, где стал подмастерьем фортепианного мастера И. Лагоде. Получив мастерский диплом в 1816 году, он смог открыть мастерскую только в 1818. Не имея никакого отношения к петербургским фортепианным мастерам А. Х. и К. Р. Шредерам, был вынужден конкурировать с ними и совершенствовать свои фортепиано, чтобы превзойти их. Мастер следовал английской традиции изготовления инструментов (в противовес австро-немецкой), дополняя ее при этом новаторскими решениями — например, расширяя диапазон октав и применяя в четырехугольном фортепиано рояльный механизм, что влияло на качество и громкость звука. В результате на выставке 1831 И. Ф. Шредер за «флигель [то есть рояль] искусной работы» был удостоен Публичной похвалы.
В 1834 г. качество инструментов И. Ф. Шредера было замечено в придворных кругах и его заслуги высоко оценены: он стал поставщиком женских учебных заведений императрицы Марии Федоровны. Дело шло успешно, поэтому в 1836 году вместо небольшой мастерской он построил на углу Вознесенского проспекта и нынешней Казанской улицы фабрику и магазин. В 1839 году И. Ф. Шредеру была присуждена малая серебряная медаль за «флигель искусной работы». На петербургской выставке 1843 г. рояль и транспонирующее пианино И. Ф. Шредера вновь были отмечены Публичной похвалой. Умер он в 1852 г., за 36 лет работы выпустив не менее 3000 инструментов. Его дело и фабрику унаследовал сын — Карл Михаил Иванович Шредер (1828—1889).
Карл Михаил Шредер (1828-1889) получил хорошее среднее образование в петербургском Петропавловском училище, а на настройщика и фортепианного мастера выучился на фабрике отца, усовершенствовав знания за границей — на парижских фортепианных фабриках А. Герца и А. Папа и лондонской фабрике С. Эрара. Вступив во владение отцовским производством, с 1853 г. К. М. И. Шредер записался в купцы третьей, а в 1863 г. перешёл во вторую гильдию. На мануфактурной выставке 1861 инструменты К. М. Шредера заслужили только «Публичную похвалу». К середине 1860-х гг. фабрика «C. M. Schröder» стала самой крупной в России и, постепенно получая признание российских музыкантов, увеличивала сбыт роялей и пианино, выходя и на европейский рынок. Успеху способствовало внедрение в производство ещё одной, более высокой модели пианино диапазоном в 7 октав. Были усовершенствованы и кабинетные рояли: для укрепления строя теперь применялась металлическая пластина с запрессованными штифтами, на которых держались струны. Упиравшиеся в пластину и вирбельбанк шпрейцы создавали достаточно прочную конструкцию, препятствуя деформации корпуса и быстрому «расползанию» строя. Вирбели с плоской головкой были заменены на современный вид с четырёхугольной головкой, закупавшийся в Германии. В 1862 году Карл Михаил Шредер первым в России стал использовать чугунные рамы для роялей, пробовать цельногнутую американскую конструкцию, усовершенствовал тембр верхнего регистра, первым в Европе показал дизайн роялей с ножками, в которых скрыты ролики .
В 1868 году на фабрике работали 75 рабочих, выпускалось 200 инструментов в год. В 1870 году К. М. Шредер получил право употребления на вывесках изображения Государственного герба с надписью «За выставку 1870 г.» В 1873 г. Шредер прекратил выпуск роялино (фортепиано в форме спинета) и приступил к расширению фабрики: купил большой участок с промышленным зданием на Петроградской стороне протяженностью от Большой Вульфовой улицы, д. 15 (сейчас ул. Чапаева), до набережной Большой Невки и, перенеся туда производство, первым в России оснастил его паровыми машинами. На фабрике были организованы собственные кузнечно-слесарные, токарные, лакировочные, малярные и другие мастерские.
В 1873 году фирма «К. М. Шредер» получила золотую медаль на международной Венской выставке. 

Этот рояль, несомненно, был превосходным, образцовым произведением и далеко превосходил продукцию других российских мастеров. Следует особо отметить насыщенность тембра и легкость игры.
В 1873 г., празднуя победу на венской выставке и «справедливо сознавая, что полученною им наградой он в значительной степени обязан трудам рабочих его фабрики», Шредер устроил для своих работников торжественный обед. Он объявил о сокращении рабочего времени на один час без уменьшения поденной платы, а также об увеличении расценок для работающих сдельно работников. Выступив с речью, Шредер отметил, что «русские фортепиано ценятся даже за границей и что это обязывает наших фабрикантов удвоить энергию, чтобы достойно поддержать приобретенную ими репутацию». В марте 1874 г. Александр II пожаловал К. М. И. Шредеру орден Св. Станислава 3 степени, но вновь отказал в присвоении звания поставщика двора.
Ещё одна большая золотая медаль, полученная в 1874 г. в Неаполе, и решение петербургской консерватории закупать у него инструменты добавили фабриканту надежд на приобретение столь желаемого им звания поставщика двора, о котором он вновь просит в 1875 г.
В 1876 году К. М. Шредер купил дом на Невском проспекте, 52 и открыл там магазин и концертный зал. С 1877 г. фирма начала именоваться «Первой Российской паровой фортепианной фабрикой К. М. Шредер». В апреле 1878 г. Шредер был пожалован званием мануфактур-советника.
В 1889 году умер К. М. Шредер, и владельцами фабрики и компании стали его сыновья Карл, Иоган, Оскар. Карл Карлович, старший из братьев, прошёл практику на иностранных фортепианных фабриках и встал во главе предприятия.
В 1900 году братья основали Торговый дом «К. М. Шредера», для того чтобы отвечать новым требованиям к компаниям; кроме того, предприятие открыло свои филиалы в Варшаве и Одессе, а Карл Карлович покинул компанию. В 1904 году он купил фабрику «J.Becker» в Санкт-Петербурге. В 1918 году фабрики «К. М. Шредер» и «Я.Беккер» были национализированы и перешли в ведение Совета народного хозяйства по Северному округу Петрограда. Владельцы предприятия были вынуждены покинуть страну. И. К. Шредер безуспешно пытался возобновить производство в Латвии, перебрался в США, был похоронен в общей могиле для бедных.
С 1922 года завод носил имя Луначарского, наркома образования в Советском Союзе («Фабрика музыкальных инструментов имени А. В. Луначарского»).

## Серийные номера и обозначения на крышке

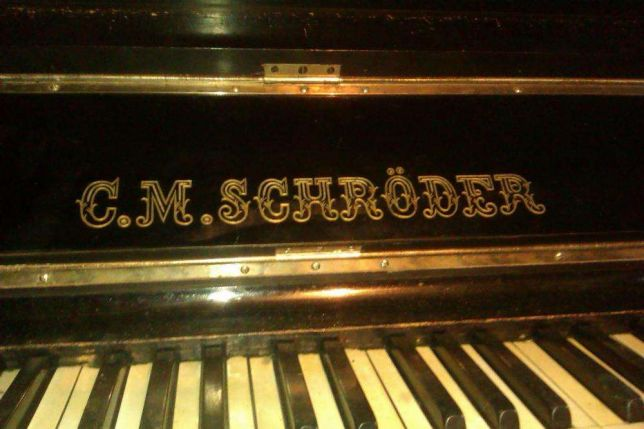
Фортепиано № 18988, изготовленное на фабрике К. М. Шредера в 1900 году

К 1852 году нумерация достигла 3000, 1865 — 4500, 1867 — 5000, 1910 — 29000, в военный 1915 год — 34000.
Рояль под номером 17003, хранящийся в Зимнем дворце, был изготовлен по заказу императора Николая II в подарок Александре Фёдоровне в 1898 году. Вся поверхность инструмента была покрыта живописью Э. К. Липгарта на темы мифа об Орфее.
Рояль под номером 6701, хранящийся в Музее музыки (Шереметевском дворце) принадлежал композитору Александру Порфирьевичу Бородину.
На клапах инструментов фирмы применялись лейблы «J.F. Schröder», «C.M.Schröder» и «К. М. Шредер».

## Награды
- 1831: на Петербургской мануфактурной выставке — Публичная похвала.
- 1839: на Петербургской мануфактурной выставке — Малая серебряная медаль.
- 1843: на Петербургской мануфактурной выставке — Публичная похвала.
- 1861: на Петербургской промышленной выставке — Публичная похвала.
- 1867: звание поставщика женских заведений императрицы Марии.
- 1865: на Петербургской промышленной выставке — серебряная медаль.
- 1870: на Всероссийской мануфактурной выставке — право использовать Государственный герб.
- 1870: на Международной выставке в Касселе — Большая золотая медаль
- 1872: на Московской политехнической выставке — Большая золотая медаль
- 1875: Неаполь — золотая медаль
- 1878: на Всемирной промышленной выставке в Париже рояль «Шредер» получил Гран-при, а сам Шредер был награждён Орденом Почетного легиона[11].
- Июнь 1880: Шредер получил звание «Поставщик двора его императорского величества»[11].